# Anthony Randolph
Anthony Erwin Randolph, Jr. (Wurzburgo, Alemania; 15 de julio de 1989) es un exbaloncestista estadounidense-esloveno. Mide 2,11 metros y jugaba en la posición de ala-pívot.

## Trayectoria

### Universidad
Tras pasar por el Woodrow Wilson High School de Dallas, donde en su último año promedió 25,8 puntos y 12,6 rebotes, Randolph recayó en los Tigers de la Universidad de Louisiana State, donde impresionó desde su primer partido oficial, cuando consiguió 19 puntos, 13 rebotes y 6 tapones ante Southeastern Louisiana. A lo largo de la temporada consiguió su mejor marca reboteadora ante Vanderbilt, capturando 19, y su mejor registro anotador ante Alabama, cuando consiguió 29 puntos. Fue el único Tiger en ser titular en los 31 partidos disputados.
A pesar de que su equipo acabó con un balance de 13 victorias y 18 derrotas, Randolph acabó muy fuerte, promediando 20,1 puntos en los últimos 7 partidos. En el total de la temporada promedió 15,6 puntos, 8,5 rebotes y 2,6 tapones, recibiendo una mención honorífica en el mejor quinteto de la Southeastern Conference y siendo elegido en el mejor 5 de novatos de la misma, tras haber sido elegido durante cuatro semanas como mejor principiante.

### Profesional

#### NBA

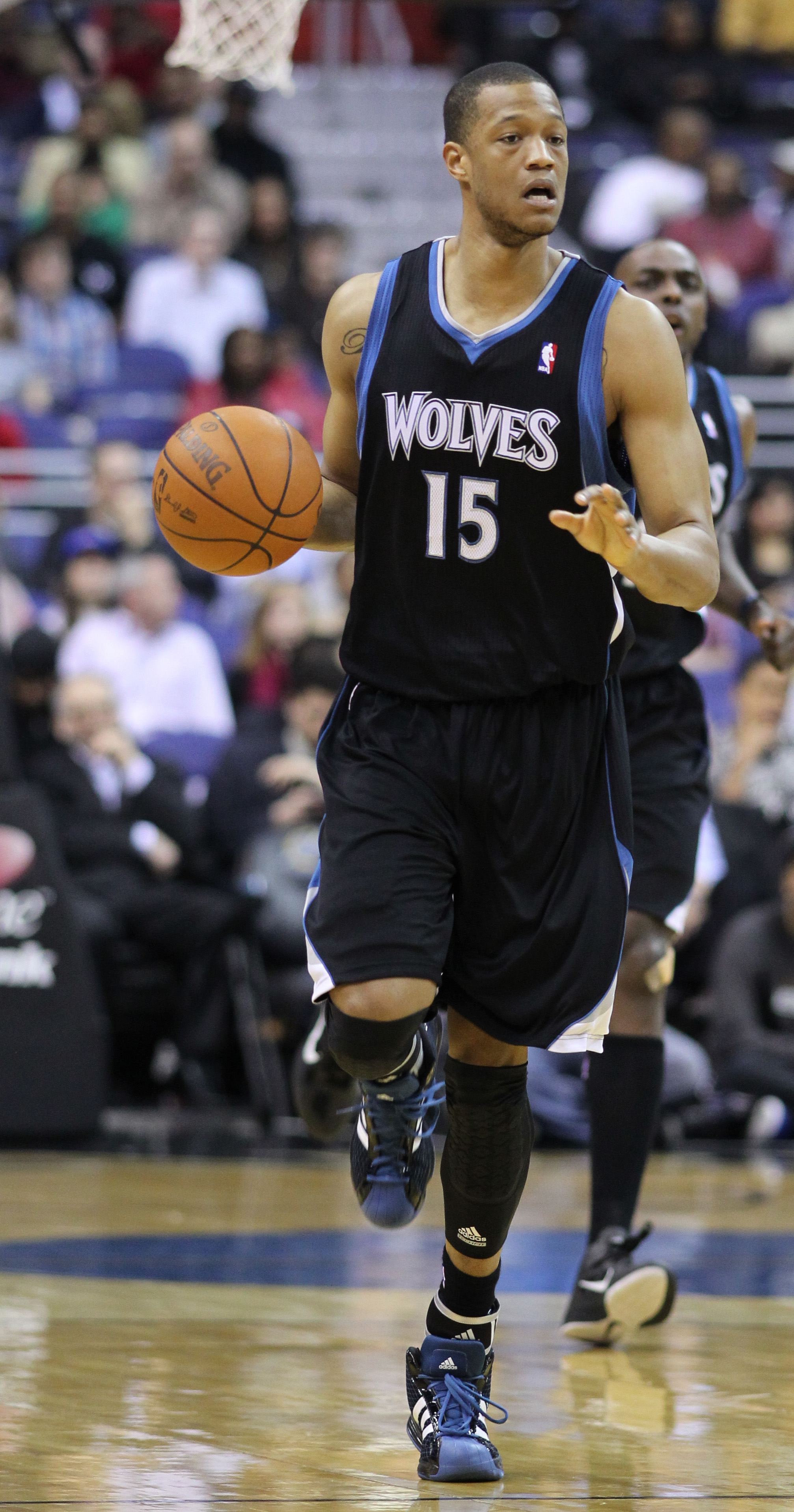
Randolph durante su etapa en Minnesota Timberwolves.

Fue elegido en la decimocuarta posición del Draft de la NBA de 2008 por Golden State Warriors, equipo con el que firmó contrato en julio de 2008 por un año y 1.424.000 dólares. En su primer partido de la Liga de Verano dejó clara su calidad, consiguiendo 30 puntos, 8 rebotes y 2 tapones. Jugó 4 partidos en dicha liga preparatoria de la temporada 2008-09 de la NBA, en los que promedió 20,8 puntos, 7,8 rebotes y 1,2 tapones por partido.
Randolph fue el jugador más joven de la temporada 2008-09, y pronto se ganó la titularidad en el equipo, en parte debido a las lesiones de los jugadores titulares de los Warriors. El 13 de abril de 2009, Randolph cuajó su mejor partido al anotar 24 puntos y capturar 16 rebotes.
En julio de 2009 participó de nuevo en las Ligas de Verano que organiza la NBA, logrando el récord histórico de anotación de la competición, consiguiendo 42 puntos ante Chicago Bulls.
En julio de 2010 fue traspasado a New York Knicks junto con Kelenna Azubuike, Ronny Turiaf y una futura elección de segunda ronda a cambio de David Lee.
En febrero de 2011 es traspasado a Minnesota Timberwolves junto a Eddy Curry y tres millones de dólares a cambio de Corey Brewer
El 20 de julio de 2012, Randolph firmó como agente libre con Denver Nuggets.
El 26 de julio de 2014, Randolph fue traspasado a Chicago Bulls junto a Doug McDermott a cambio de Gary Harris, Jusuf Nurkić y una segunda ronda en 2015.

#### Europa
El 14 de julio fue enviado a los Orlando Magic y tan solo un día después de su llegada al conjunto de Florida, éste anunció que renunciaba a los derechos del jugador. Varias semanas después fue contratado por el P. B. K. Lokomotiv-Kuban para las dos próximas temporadas.
En su primera temporada promedió buenos números en sus participaciones que valieron para que su equipo alcanzase los cuartos de final de la Eurocup, la segunda competición europea, ronda en la que fueron eliminados por sus compatriotas del UNICS Kazan por un global de 157-145. En cuanto a la liga nacional finalizó en la tercera posición de la VTB United League.
En su segunda temporada en Rusia dispuso de más apariciones en las que no pudo mejorar sus estadísticas. Sin embargo fue uno de los más destacados del equipo en la Euroliga, la máxima competición en Europa, llevándolo a la Final-Four. En ella sin embargo perdieron en su primer enfrentamiento de nuevo frente a unos compatriotas, el P. B. K. TSSKA Moskva en este caso, por 88-81. En el encuentro logró un doble-doble con 13 puntos y 11 rebotes. El la final de consolación no participó en la victoria de su equipo 85-75 al Saski Baskonia siendo la mejor participación de Euroliga del club ruso.
Para el comienzo de la temporada 2016-17 y debido a sus buenos promedios fue contratado por el Real Madrid Baloncesto necesitado de un jugador determinante tanto en ataque como en defensa y en especial en la pintura. Uno de los jugadores mejor valorado en la edición 2015-16 de la Euroliga llegó para reforzar a uno de los mejores equipos de la competición y con el objetivo de lograr un título que logró por novena vez en la edición de 2015. Partiendo desde el banquillo fue mejorando sus registros respecto a la temporada anterior dando cuenta del acierto de su fichaje pese a ocupar plaza de extranjero. En la fase regular promedió 5,4 rebotes y 9 puntos por partido.
El 19 de febrero se coronó campeón de la Copa del Rey de Baloncesto promediando 26 de valoración por partido.
En la temporada 2020-21 sufre una grave lesión en el tendón de Aquiles que le supondrá estar de baja el resto de la temporada. En primer partido de las finales de la Liga ACB de la temporada 2021-22 sufre una nueva grave lesión, esta vez en los ligamentos cruzados de la rodilla.
El día 6 de julio de 2023, anuncia su retirada del baloncesto.

### Selección nacional
Disputó con la selección de Estados Unidos los Juegos Panamericanos de 2015, donde conquistaron la medalla de bronce.
[actualizar]

## Estadísticas

### Temporada regular
| Año       | Equipo       | PJ  | PT | MPP  | %TC  | %3P  | %TL  | RPP | APP | ROB | TPP | PPP  |
| --------- | ------------ | --- | -- | ---- | ---- | ---- | ---- | --- | --- | --- | --- | ---- |
| 2008-09   | Golden State | 63  | 22 | 17.9 | .462 | .000 | .716 | 5.8 | .8  | .7  | 1.2 | 7.9  |
| 2009-10   | Golden State | 33  | 8  | 22.7 | .443 | .200 | .801 | 6.5 | 1.3 | .8  | 1.5 | 11.6 |
| 2010-11   | New York     | 17  | 0  | 7.5  | .311 | .250 | .500 | 2.4 | .4  | .2  | .6  | 2.1  |
| 2010-11   | Minnesota    | 23  | 3  | 20.1 | .498 | .000 | .703 | 5.2 | 1.1 | .8  | .7  | 11.7 |
| 2011-12   | Minnesota    | 34  | 5  | 15.2 | .470 | .000 | .762 | 3.6 | .6  | .4  | 1.0 | 7.4  |
| 2012-13   | Denver       | 39  | 0  | 8.4  | .491 | .000 | .689 | 2.4 | .3  | .5  | .5  | 3.7  |
| 2013-14   | Denver       | 43  | 5  | 12.3 | .386 | .295 | .754 | 2.8 | .7  | .6  | .4  | 4.8  |
| Total NBA | Total NBA    | 252 | 43 | 15.2 | .453 | .241 | .740 | 4.3 | .7  | .6  | .9  | 7.1  |

| Año          | Equipo          | PJ | PT | MPP  | %TC  | %3P  | %TL  | RPP | APP | ROB | TPP | PPP  |
| ------------ | --------------- | -- | -- | ---- | ---- | ---- | ---- | --- | --- | --- | --- | ---- |
| 2014-15      | Lokomotiv Kuban | 13 | 9  | 22.7 | .563 | .519 | .565 | 6.2 | 1.3 | 1.4 | 1.5 | 12.5 |
| 2015-16      | Lokomotiv Kuban | 17 | 14 | 23.3 | .503 | .214 | .717 | 5.5 | 1.2 | 1.5 | .8  | 13.7 |
| 2016-17      | Real Madrid     | 19 | 3  | 19.3 | .510 | .333 | .756 | 5.4 | 1.3 | .3  | 1.1 | 9    |
| Total Europa | Total Europa    | 49 | 26 | 21.4 | .521 | .319 | .699 | 5.7 | 1.3 | 1   | 1.1 | 11.6 |

(Actualizado a 3 de febrero de 2017)

### Playoffs
| Año       | Equipo    | PJ | PT | MPP | %TC  | %3P  | %TL  | RPP | APP | ROB | TPP | PPP |
| --------- | --------- | -- | -- | --- | ---- | ---- | ---- | --- | --- | --- | --- | --- |
| 2013      | Denver    | 5  | 0  | 6.0 | .818 | .000 | .727 | 1.2 | 0.0 | 0.4 | 0.0 | 5.2 |
| Total NBA | Total NBA | 5  | 0  | 6.0 | .818 | .000 | .727 | 1.2 | 0.0 | 0.4 | 0.0 | 5.2 |

| Año          | Equipo          | PJ | PT | MPP  | %TC  | %3P  | %TL  | RPP | APP | ROB | TPP | PPP  |
| ------------ | --------------- | -- | -- | ---- | ---- | ---- | ---- | --- | --- | --- | --- | ---- |
| 2015         | Lokomotiv Kuban | 1  | 1  | 27.4 | .400 | .750 | .667 | 4.0 | 2.0 | 2.0 | 2.0 | 15   |
| 2016         | Lokomotiv Kuban | 6  | 6  | 29.5 | .467 | .368 | .885 | 7.3 | 1.2 | .5  | 1.2 | 16.7 |
| Total Europa | Total Europa    | 7  | 7  | 28.3 | .462 | .435 | .862 | 6   | 1.1 | 0.6 | 1.1 | 14.4 |

(Actualizado a 3 de febrero de 2017)